# 李縣 (維吉尼亞州)
李縣（英語：Lee County）是美國維吉尼亞州西南角的一個縣，西鄰肯塔基州，南鄰田納西州。面積1,133平方公里。根據美國2000年人口普查，共有人口23,589人。縣治瓊斯維爾。
成立於1792年10月25日，縣政府成立於1793年。縣名紀念維吉尼亞州州長、眾議員亨利·李（也是南北戰爭名將羅伯特·李的父親）。